# Open 60

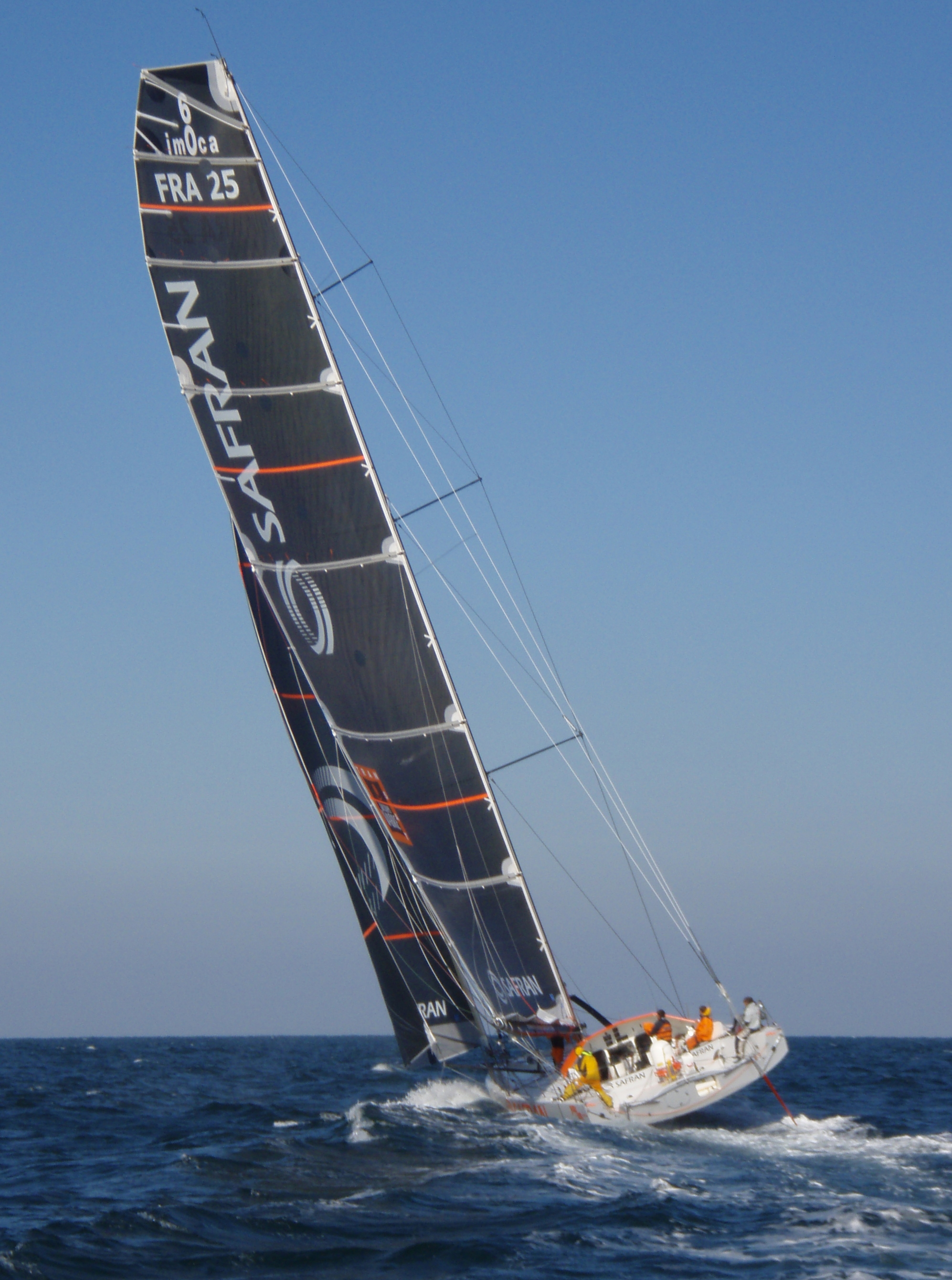
IMOCA Safran I, heute MASCF von Isabelle Joschke

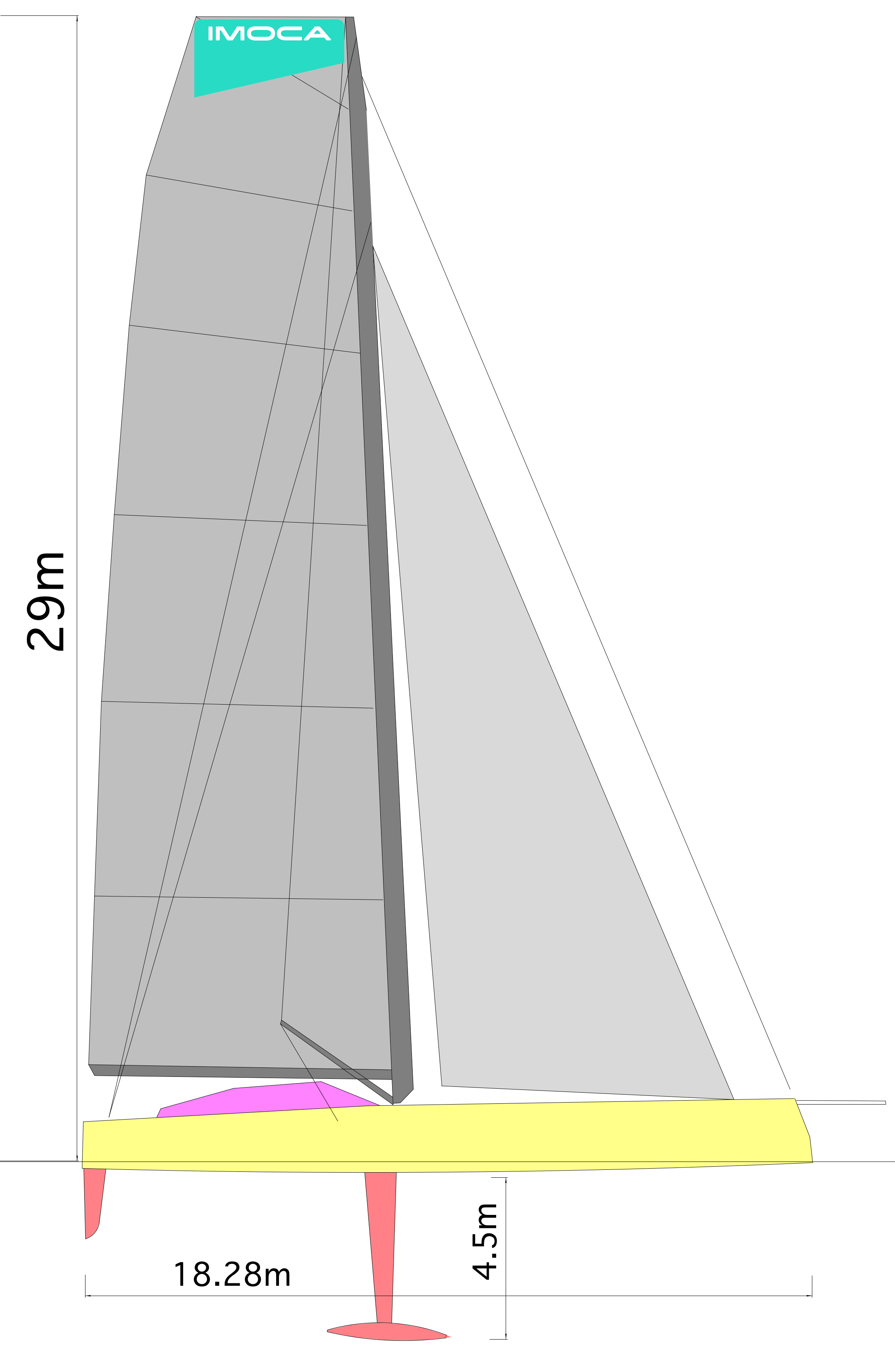
IMOCA 60, Segelriss und Abmessungen

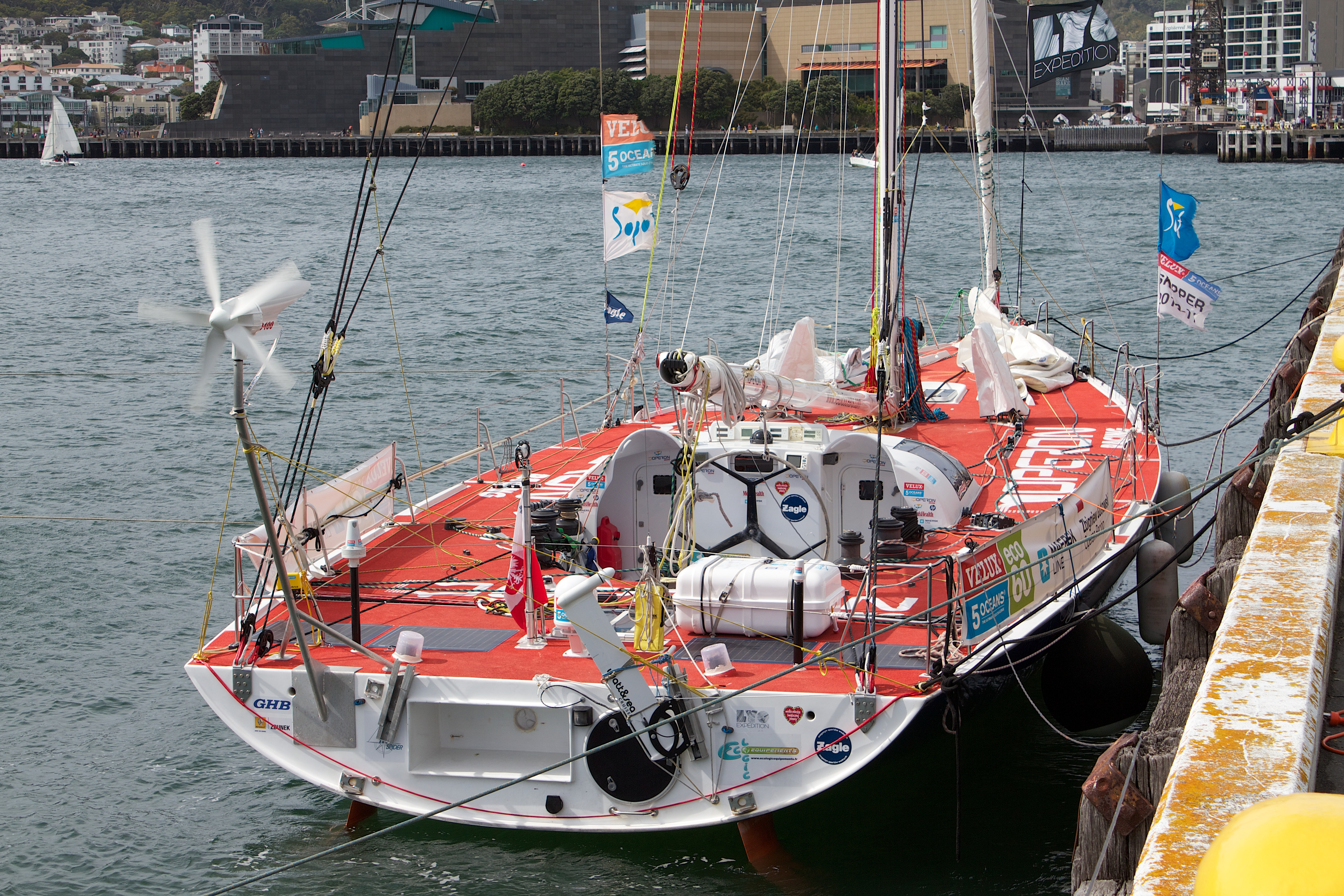
IMOCA der ersten Generation mit rundem Boden

Die Open 60, heute allgemein nach ihrer Klassenvereinigung IMOCA oder Imoca genannt, ist eine seit 1991 bestehende Einrumpf-Segelyacht-Klasse von etwa 18 Metern Länge, die entwickelt wurde, um Einhand oder mit einer Mannschaft aus zwei bis vier Seglern Langstreckenregatten zu bestreiten. Diese Regatten, vor allem die Transatlantik- und Um-die-Welt-Rennen, haben die Entwicklung dieser hochmodernen Boote zusammen mit den Fortschritten bei modernen Segelmaschinen wie z. B. den AC-Cup-Yachten der letzten Generationen bestimmt. Im Gegensatz zu den ausschließlich auf Geschwindigkeit ausgelegten America’s-Cup-Yachten müssen IMOCAs den schwierigsten Wetterbedingungen standhalten und sind dementsprechend ausgerüstet.
IMOCA-Yachten nahmen im The Ocean Race 2022/2023 (vormals Volvo Ocean Race) mit kleiner Mannschaft zusätzlich zu den VOR65-Yachten teil. Sie erwiesen sich in der Variante mit Foils als leistungsfähiger und waren schneller als die VOR65.

## Charakteristik
Die Klassenregeln für den Entwurf einer IMOCA folgen dem „box rule“ („Kastenmaß“)-Gedanken: Nur die Maximalwerte des Rumpfs (Länge, Breite, Tiefgang), sowie die Masthöhe sind begrenzt. In diesen Maßen kann der Konstrukteur seine Ideen verfolgen. So sind z. B. Flügelmasten, Kippkiele und Doppelruder Standard in der Klasse und seit 2015 werden auch Foils eingesetzt. Zugleich sind die Boote solide gebaut, da sie oft unter den schlechtesten denkbaren Wetterbedingungen gesegelt werden müssen. Einige der teilnehmenden Yachten der 2024/25er Vendée-Globe-Regatta haben schon mehrere Weltumsegelungen hinter sich und sind immer noch konkurrenzfähig, wenn sie von erfahrenen Skippern gesegelt werden.
Im Gegensatz zu Einheitsklassen ist die IMOCA eine offene Klasse: alles, was nicht ausdrücklich verboten, eingeschränkt oder vorgeschrieben ist, ist erlaubt. Waren bei der Premiere die Regeln noch besonders einfach – Einrumpfboot, Länge zwischen 59 und 60 Fuß und eine bestimmte Mindeststabilität gegen Kentern –, wurden über die Jahre die Konstruktionsfreiheit aus Sicherheits- und Kostengründen immer weiter eingeschränkt. Als Antwort auf sich häufende Unfälle sind heute z. B. standardisierte Kohlenstofffaser-Flügelmasten vorgeschrieben. Die Anzahl und Anordnung von wasserdichten Schotten, eine Aufprallbox im Bug und am Kielkasten und andere bauliche und konstruktive Vorgaben haben die Zuverlässigkeit der IMOCA-Yachten im Laufe der Zeit erhöht, vor allem im Hinblick auf die immer höheren Geschwindigkeiten, die heute durch Leichtbau und größere Wirksamkeit von Segeln und Riggs erreicht werden. Das Gewicht der Kielbombe ist auf 3 t begrenzt und es darf kein dichteres Material als Blei verwendet werden.
Die ersten größeren Änderungen der Regeln erfolgten nach der Vendée Globe 1996–1997. Das Verschwinden von Gerry Roufs und das Kentern von drei anderen Teilnehmern waren die Auslöser. Um die neuen Regeln zu erfüllen, mussten neue Boote nun zwei Kentertests bestehen, damit im Falle einer teilweisen oder vollständigen Kenterung sich das Boot auch ohne fremde Hilfe selbst aufrichten kann. Das Aufkommen von Trimmtanks und Kippkielen machte 2005 weitere Anpassungen an diese Stabilitätskriterien notwendig. Nach den aktuellen Regeln (2025) wird selbständiges Aufrichten aus 180° Kenterwinkel gefordert.
Die Baukosten eines IMOCA beliefen sich im Jahr 2020 auf rund 6 Mio. €. Das Nachrüsten auf Tragflügel der neuesten Generation kostet etwa 500 000 – 600 000 €.

## Geschichte
In den 1980er Jahren erwies sich die 60-Fuß-Größe für Einhand-Ozeanregatten als ein guter Kompromiss zwischen Leistung und Seetüchtigkeit der Yacht einerseits und der Eignung für das Einhandsegeln, also dass nur ein Skipper sie unter allen Bedingungen handhaben kann, andererseits. Aus den traditionell schmalen Yachtentwürfen mit guten Allround-Eigenschaften entwickelten vor allem französische Konstrukteure den Trend zu größeren Breiten als Antwort auf die großen Anteile von Vorwindstrecken bei Weltumsegelungen. Diese größere Rumpfbreiten haben ein besseres Aufrichtmoment durch größere Formstabilität, wodurch das Boot weniger Ballast nötig hat, um mehr Segelfläche zu tragen. Größere Formstabilität wurde ebenfalls wichtig durch den zunehmenden Gebrauch von Wasserballast-Tanks in den Seiten, deren Gewicht das Wiederaufrichten nach einer Kenterung verschlechtern konnten. Auf der anderen Seite verschlechtern sich die Amwind-Eigenschaften durch die großen Breiten der Boote, was aber wegen der höheren Geschwindigkeiten raumschots in Kauf genommen wurde.

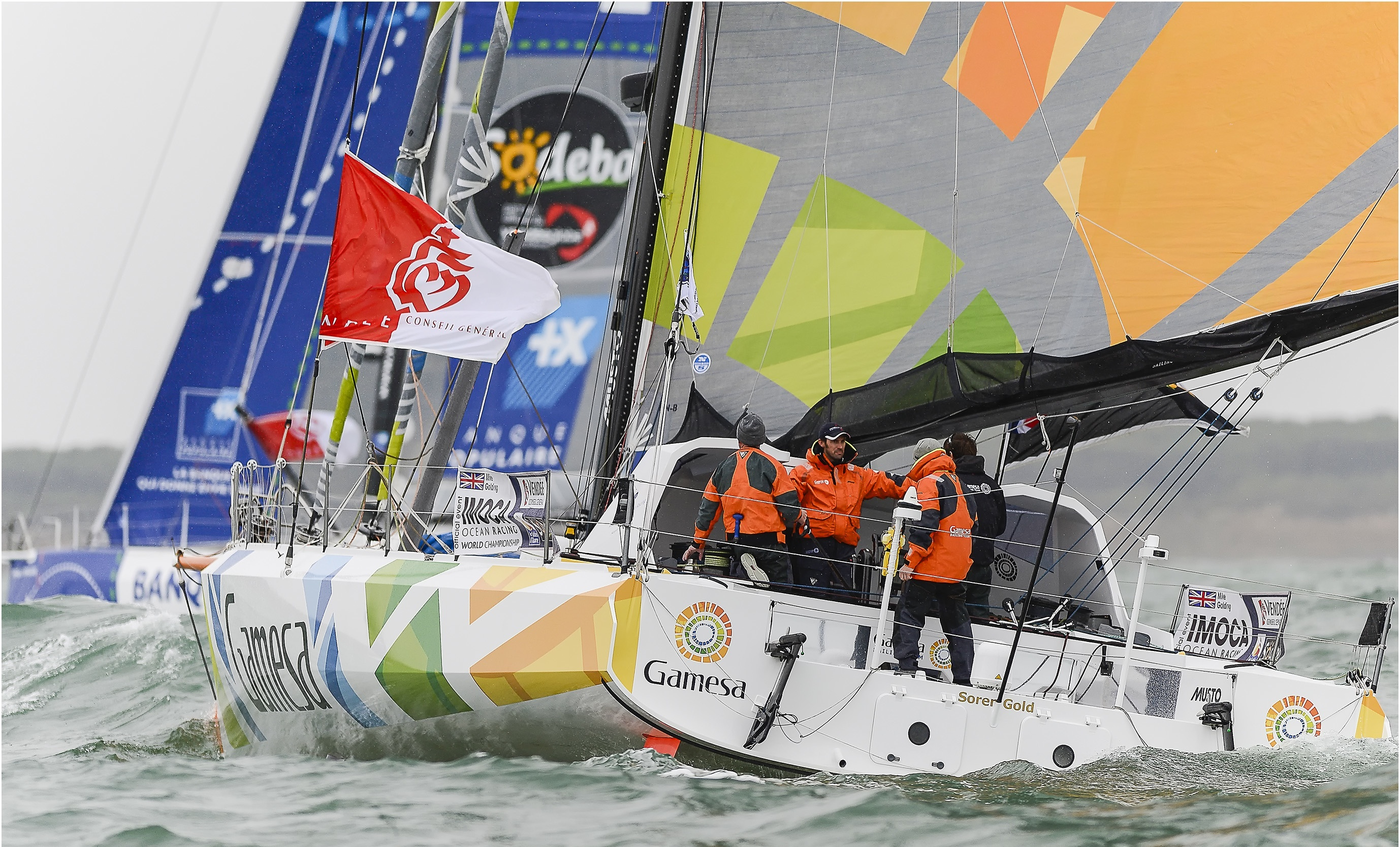
Open 60 unter Segeln

Gegen Mitte der 1990er Jahre hatten die IMOCA-Rennyachten die größte Breite fast achtern, flache Decks, minimale Deckshäuser und kleine Cockpits. Um das überkommende Wasser schneller abfließen zu lassen (1 Kubikmeter Wasser wiegt eine Tonne) waren die Cockpits nach achtern offen. Ab 1994 wurden Carbon/Nomex-Sandwiches der Werkstoff für die Rümpfe und das Gesamtgewicht lag nun kaum über 8 Tonnen bei etwa 3 Tonnen Kielgewicht. Ab 1997 wurden Kippkiele und Flügelmasten mit langen Auslegern als Salinge in Deckshöhe ausprobiert. Entwicklungen, die heute Standard sind.
Viele Unfälle bei der Vendée Globe und anderen Rennen machten Anpassungen bei der Konstruktion der Yachten nötig. Zum Beispiel wurden die Decks nun in Querrichtung stärker gebogen und die Deckshäuser vergrößert, um das Wiederaufrichten nach Kenterungen zu verbessern. Um das Großsegel besser kontrollieren zu können, wurden, wie bei Mehrrumpfbooten üblich, gebogene Travellerschienen eingebaut.

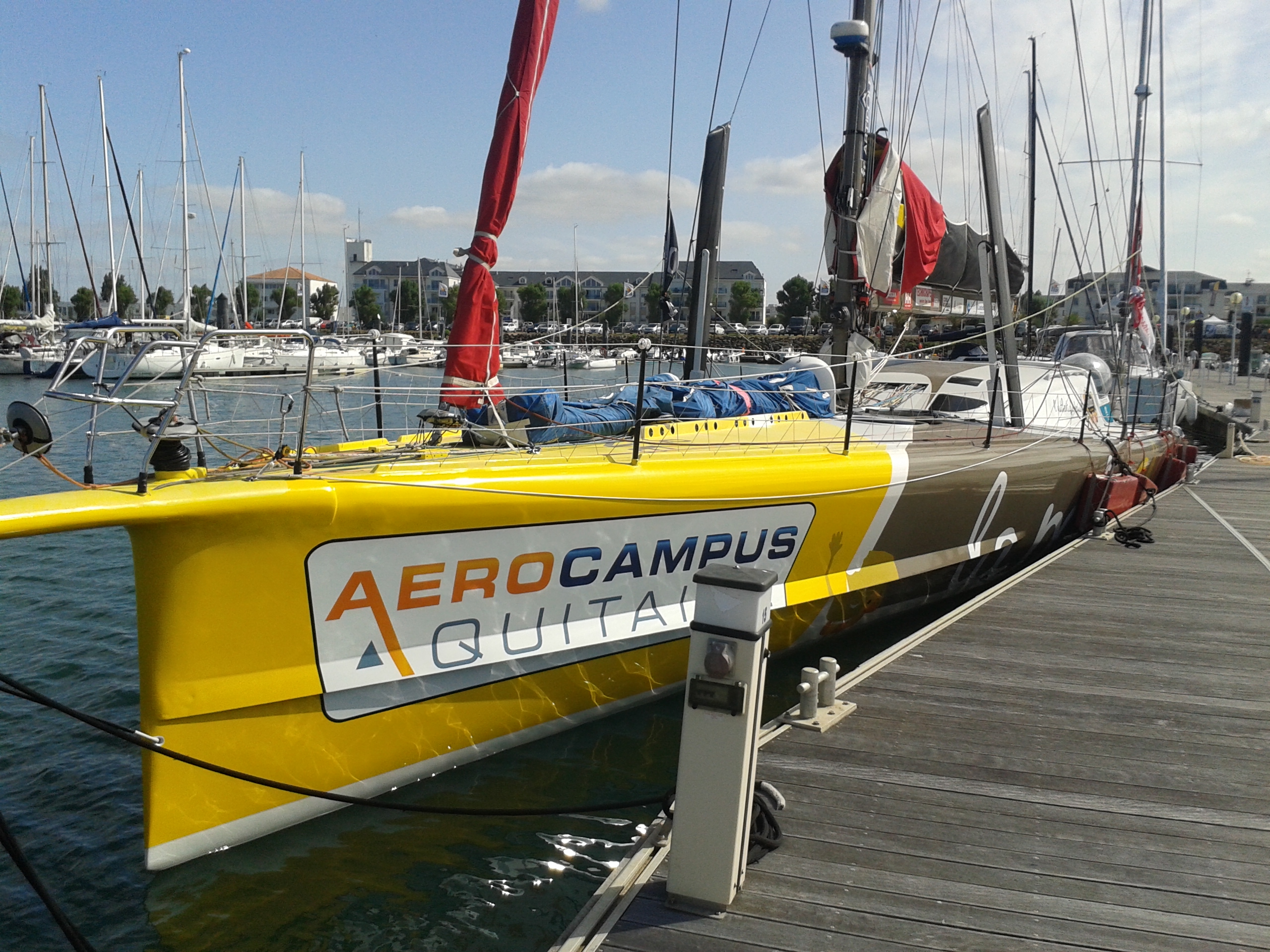
Auftriebsleisten am Bug

Die Amwind-Eigenschaften vor allem bei den Atlantikrennen mussten verbessert werden und so versahen die Konstrukteure die IMOCA-Generation 2005 mit asymmetrischen Schwertern, die paarweise angeordnet, für mehr Seitenkraft sorgen sollten, da die projizierte Fläche der geneigten Kiele diese für Segeln nach Luv benötigte Kraft nicht mehr aufbringen konnte.

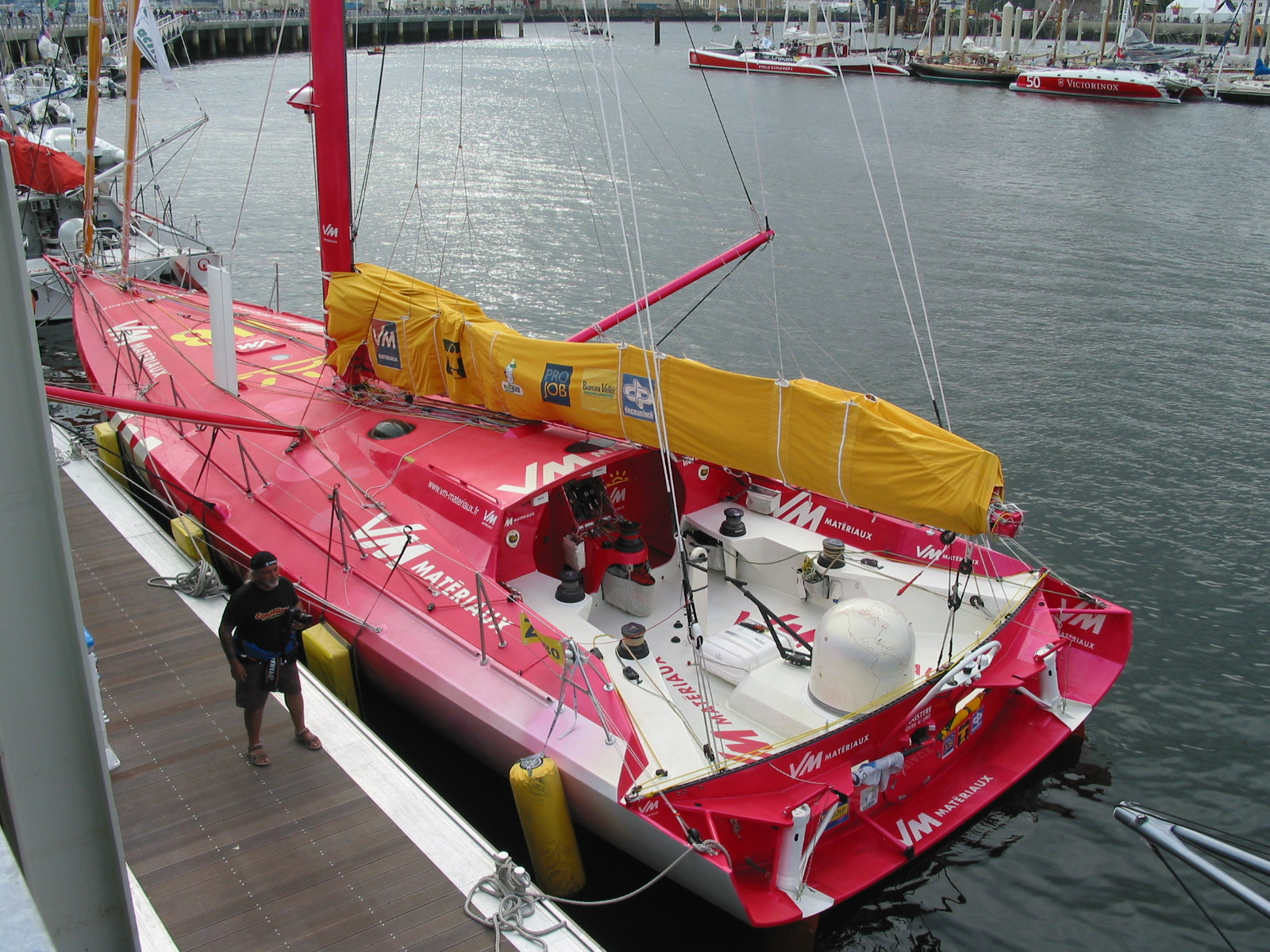
Abgeschrägte Deckskante, Kimmknick unten und oben

Ein weiterer Schritt zu schnelleren Booten und besserem Handling waren Kimmknicke am Heck, die das Surfen der Rümpfe raumschots verbesserten oder gar erst möglich machen. Durch Kimmknicke kann die Oberfläche des Bodens verbreitert werden, ohne die Gesamtbreite zu verändern. Außerdem verbessern sie den Geradeauslauf, was vor allem den Autopiloten entlastet, dessen Rolle beim Einhand-Langstreckensegeln von größter Bedeutung ist. Der nächste Schritt waren Kimmknicke auch weiter oben, sodass die Decks schmaler wurden, ohne die Breite zu verändern, was den Wasserwiderstand bei Krängung reduziert und wiederum zur besseren Richtungsstabilität beiträgt.

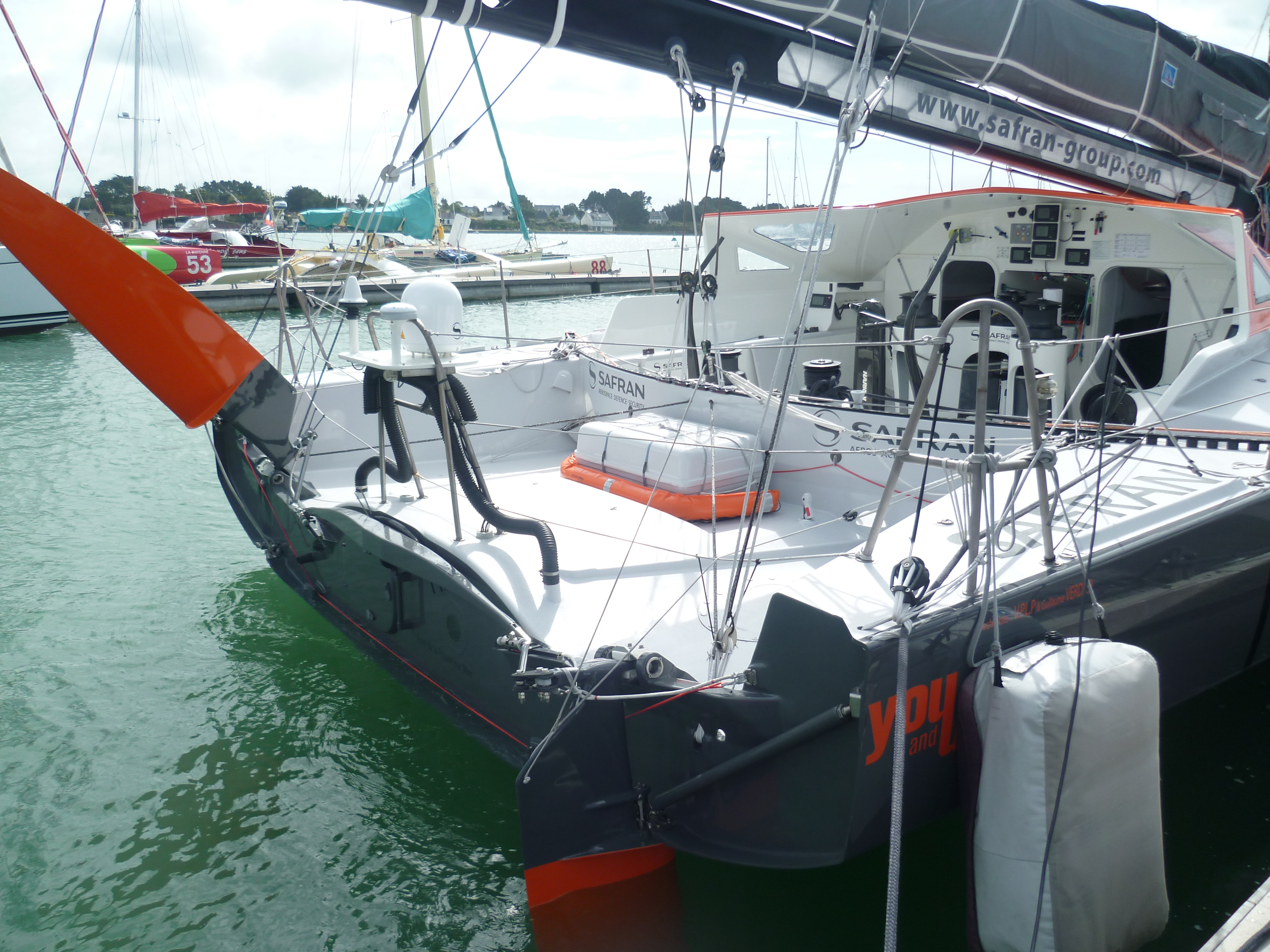
Cockpit Safran I

Um das Jahr 2010 wurde durch die Wirtschaftskrise eine Diskussion ausgelöst, ob nicht eine Einheitsklasse geschaffen werden sollte, um die steigenden Baukosten eines IMOCA zu begrenzen. Dies wurde von der Mehrheit der Segler abgelehnt. Allerdings wurden, vor allem den Lehren der letzten Unfälle folgend, Carbon-Standardmasten sowie eine Kippkielmechanik und Edelstahl-Standardkielschwerter eines bestimmten Herstellers vorgeschrieben.

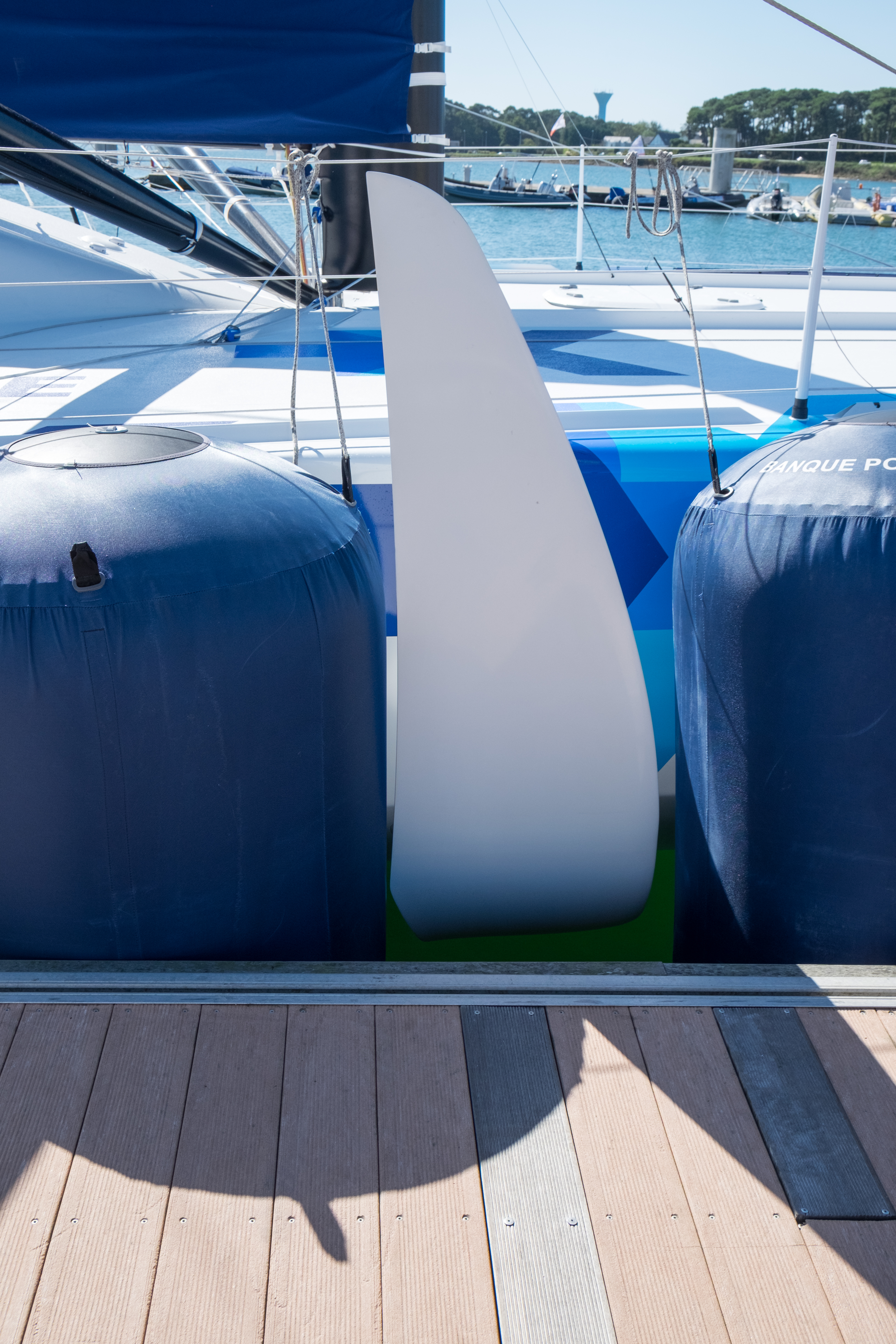
Foils der ersten Generation

## Energie an Bord
Eine IMOCA muss laut Reglement mit einem Elektromotor oder einem Dieselmotor von mindestens 35 PS ausgestattet sein. Bis zum Ende eines Rennens muss die Yacht mindestens 20 Liter Diesel vorhalten, um einer Person auf See mit Hilfe des Motors zu Hilfe kommen zu können. Ansonsten ist die Kraftstoffmenge frei wählbar (je nach Regatta 200 bis 300 Liter). Mit ein bis zwei Stunden täglichem Betrieb ermöglicht der Motor im Wesentlichen die Deckung des Strombedarfs (Autopilot, Bordcomputer, Navigationszentrum, verschiedene Sensoren, Wasserzubereiter, Kippkiel, Kommunikation, Video- und Fotoaufnahmen an Bord). Es darf auch mit Diesel geheizt werden.
Das Reglement verlangt eine Reichweite von 5 Stunden bei 5 Knoten mit dem Motor, egal ob Diesel oder elektrisch.
Viele Segler haben Solarpaneele und einige haben Windturbinen installiert. Die alternative Lösung sind Hydro-Generatoren, die am Heck mittels eines Propellers im Abwasser der Yacht arbeiten. Meist paarweise angeordnet sind sie nun der Standard auf IMOCAs.

## Weiterentwicklung
Im Jollenbereich werden seit dem Beginn der 2000er Jahre Tragflügel immer populärer. Der America’s Cup zeigte, dass auch größere Boote damit ausgerüstet werden können. Im Jahr 2015 wurden vom Konstruktionsbüro VPLP / Verdier fünf IMOCAs mit Tragflügeln gezeichnet, die auf beiden Seiten des Rumpfes mehr oder weniger waagerecht auskragen. Schon die zweite, größere Generation erzeugte raumschots 6 Tonnen Auftrieb, was etwa 75 % des Gesamtgewichts des Bootes ausmacht. In den folgenden Jahren entwickelten die Konstrukteure diese Foils weiter, sie wurden größer und konnten bald bei ruhiger See und ausreichend Wind den gesamten Rumpf aus dem Wasser heben. Somit waren die frühen Foil-IMOCAs ein wenig wie ein Flugzeug ohne Höhenruder, also nur bedingt steuerbar was den Längstrimm angeht. T-Ruder sind noch nicht erlaubt. Abhilfe schaffen drehbare Foils, die dadurch im Anstellwinkel einstellbar sind. Dies erfolgt mittlerweile automatisch, so dass eine Regelung des Längstrimms möglich ist. Im Vendee-Globe 2024/25 fiel auf der Malizia im Indischen Ozean diese Verstellbarkeit auf der Backbordseite aus, was der Skipper als 5–10 % Leistungsverlust einschätzte.
Der Geschwindigkeitszuwachs dieser Maßnahmen schaffte Probleme im Seegang. Die Boote surften Wellen ab, segelten in den vorausliegenden Wellenberg und wurden durch das harte Einsetzen heftig belastet und gebremst. Eine erste Maßnahme waren breite Leisten am Bug oberhalb der Wasserlinie, die dort für Auftrieb sorgten. Bald aber wurden bei älteren Booten die Bugssektionen durch fülligere Formen ersetzt. Neuere Generationen haben mittlerweile einen weitaus voluminöseren Bug.
In der Classe Mini und bei den Class40-Booten sind seit einigen Jahren Prahm-Bugs in Gebrauch, die sehr breit und unten sehr flach sind und das Einsetzen in Wellen weitgehend vermeiden sollen zugunsten eines Aufgleitens auf die Welle. Die Klassenregeln verhindern allerdings bei den IMOCAs diese Problemlösung.
In Booten der neusten Generation sind eine zunehmende Menge von Sensoren verbaut, die viele Daten erfassen: natürlich die Kräfte in vitalen Bereichen des Bootes, aber auch in den Laminaten der Rümpfe selbst. Alex Thomson hat in seiner 2019er Hugo Boss auch Sensoren, die seine Umwelt messen; ebenso an Bord der Malizia, die auch Daten über die durchsegelten Ozeane ermittelt.

## Ausblick auf kommende Entwicklungen
Die Konstrukteure der nächsten Generation werden neben der Weiterentwicklung der Tragflügel auch das Wohl der Skipper im Augenmerk haben. Kommentare von Skippern und Bootsbauern lassen darauf schließen, dass bei folgenden Generationen von IMOCAs diesem Aspekt mehr Aufmerksamkeit geschenkt werden wird.
Die Arbeitsbereiche werden noch weiter geschützt werden wie bereits bei der 2019er Hugo Boss sowie Charlie Dalins Apivia oder Boris Herrmanns Maliza mit achtern vollständig geschlossene Kabinen. Dies schafft aber auch neue Probleme. So berichtete Tomlinson in einem Videointerview von Bord während der Vendée Globe 2020, dass in seinem vollständig geschlossenem Deckshaus beim schnellen Segeln Lautstärken von 90 – 98 dB herrschen.
Des Weiteren soll eine verbesserte Höhensteuerung beim Foilen z. B. via T-Ruder dabei helfen, hartes Einsetzen zu vermeiden und die Rumpfstruktur entlasten. Die Boote werden wieder etwas schmaler (schon die Hugo Boss 2019 ist nur noch 5,4 m breit), da die Foils für zusätzliche Stabilität sorgen.

## Wichtige Regatten

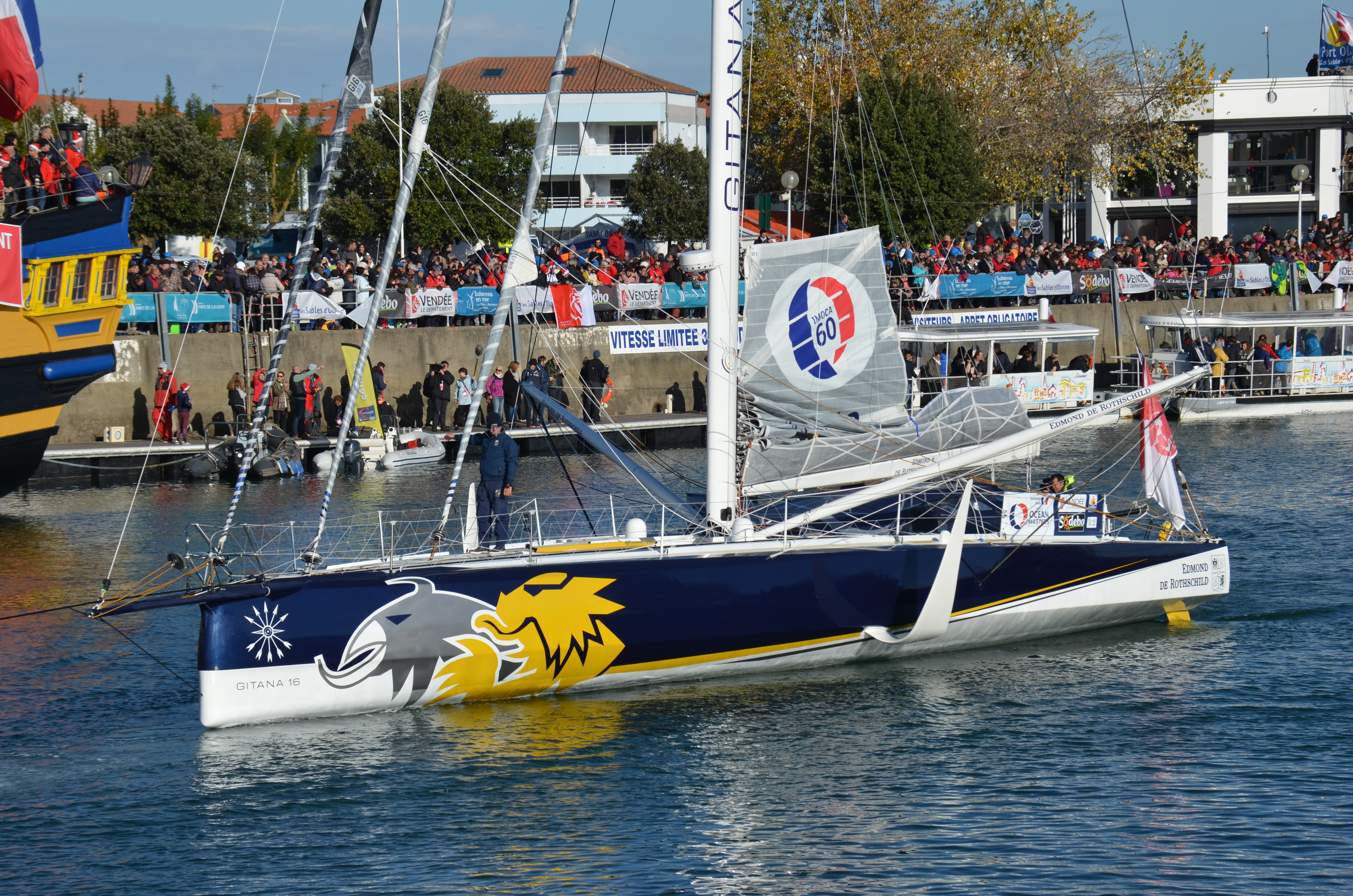
Gitana 16 mit Foils

- Vendée Globe
- The Ocean Race
- Route du Rhum
- Transat Jacques Vabre
- The Transat CIC
- Rolex Fastnet Race

## Konstrukteure
- Farr Yacht Design[12]
- Finot-Conq[13]
- Juan Kouyoumdjian[14]
- Marc Lombard[15]
- Owen-Clarke[16]
- VPLP[17]
- Verdier[18]